# Industriemuseum Menden
Das Industriemuseum Menden ist ein Industriemuseum in der Stadt Menden (Sauerland) in Nordrhein-Westfalen.
In der Ausstellung, die sich auf rund 260 Quadratmeter erstreckt, erfolgt ein Überblick über die 300-jährige Industriegeschichte Mendens und der Region, die maßgeblich von der Nichteisen-Metall-Industrie geprägt worden ist. Die Ausstellungsform und die Beleuchtungsplanung konzipierte der Schweizer Jürg Steiner.
Das Museum wurde am 29. Juni 2019 im zweiten Obergeschoss des Herrenhauses von Gut Rödinghausen im südlichen Mendener Ortsteil Lendringsen eröffnet. Am 3. September 2020 eröffnete die Dauerausstellung „Mendener Industriegeschichte“ mit heimischen Produkten. Ein Graveurtisch mit Devotionalien aus dem 1850 gegründeten Unternehmen Kissing soll unter anderem an die Epoche der Graveurtechnik erinnern. Einige Ausstellungsstücke werden dem Besucher in von Jürg Steiner speziell für das Museum entworfenen und geplanten Vitrinen  gezeigt. Diese so genannten „Fachwerkvitrinen“ greifen das Fachwerk des Herrenhauses auf. Das Museum hat Medien- und Mitmachstationen.

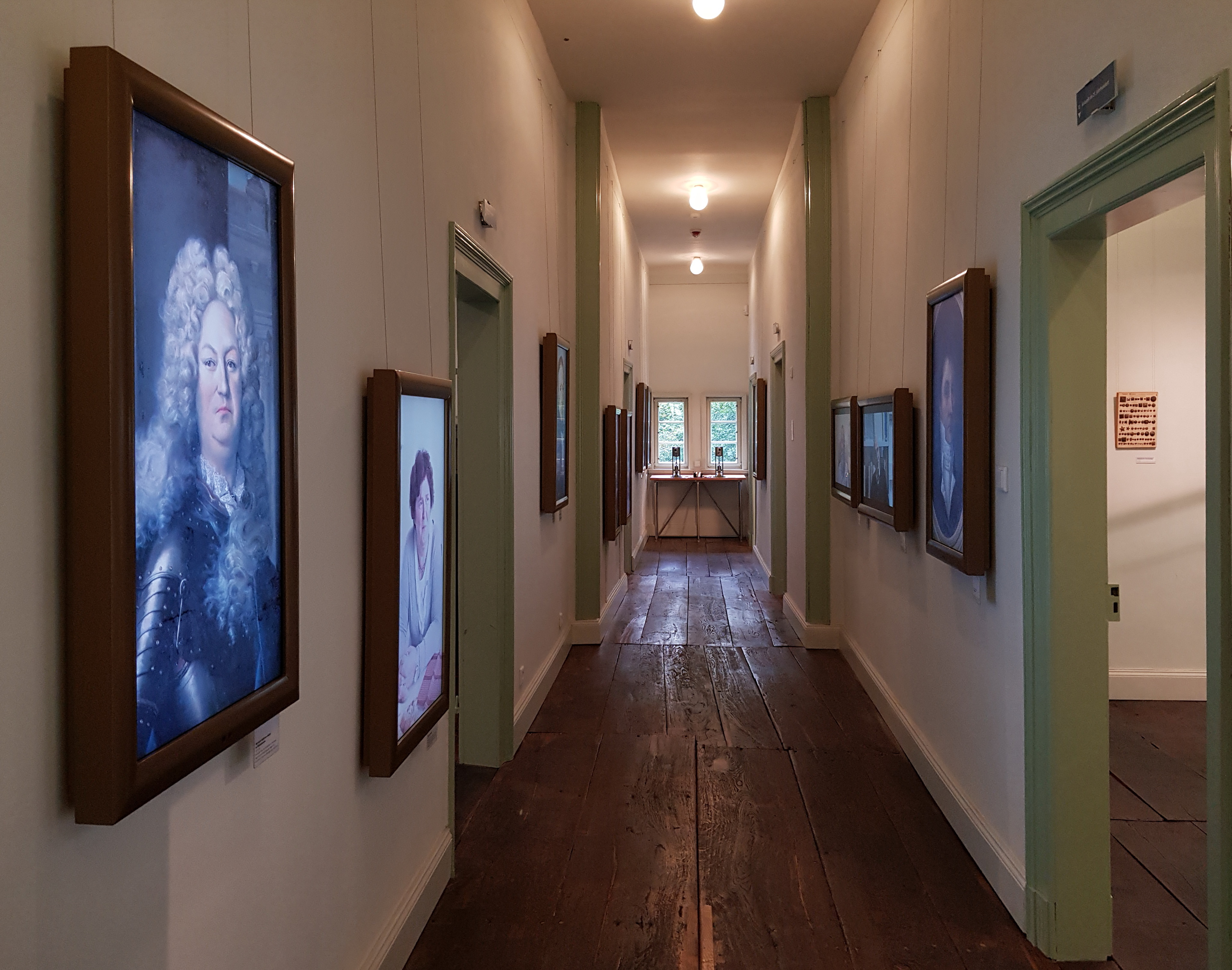
„Sprechende Porträts“

Mehrere Zeitzeugen der Mendener Industriegeschichte wurden in einem Korridor als „Galerie der Sprechenden Porträts“ angebracht.
Im Erdgeschoss sind Mobiliar und Bilder der Industriellen-Dynastie der Freiherren von Dücker zu sehen. In einem hergerichteten Küchenraum wird anhand von Exponaten beispielsweise die Entwicklung vom einfachen Kochtopf zum heutigen Thermomix beschrieben und dargestellt.
In unregelmäßigen Abständen veranstaltet das Industriemuseum Menden Sonderausstellungen.